# Automatic Packet Reporting System
Automatic Packet Reporting System (APRS) – amatorski taktyczny system służący ustalaniu pozycji ruchomych obiektów oparty na technice krótkofalarskiej – Packet Radio. Opracowany przez Boba Bruninga z United States Naval Academy posługującego się znakiem krótkofalarskim WB4APR. Czasem mylnie określany jako Automatic Position Reporting System.
W najprostszym wariancie system ten jest stosowany do ustalania pozycji obiektu lub osoby za pomocą nadajnika wysyłającego w czasie rzeczywistym radiowy sygnał cyfrowy na częstotliwości amatorskiej, zawierający raport o aktualnej pozycji obiektu, pobierany z urządzenia GPS. Taka idea bywa przez niektórych krytykowana, gdyż ramka zawierająca tylko pozycję, bez podanej częstotliwości nasłuchowej operatora, jest bezużyteczna z punktu widzenia sieci, ponieważ najprawdopodobniej służy ona tylko i wyłącznie do rejestrowania trasy i nie jest zgodna z główną ideą powstania APRS.
W bardziej złożonym wariancie system może wysyłać także automatyczne raporty o pogodzie, wiadomości do innych użytkowników (odpowiednik SMSów), dane telemetryczne i wiele innych. Raporty zebrane od grupy obiektów zaopatrzonych w nadajnik APRS mogą być następnie przetwarzane w dowolny sposób, np. nanoszone na mapę elektroniczną.
APRS, jako odmiana Packet Radio, wykorzystuje protokół AX.25 w celu przesyłu ramek przez sieć radiową. Ramki te jednak po odpowiednim przekonwertowaniu mogą zostać przesyłane także za pomocą Internetu oraz innych sieci.

## Elementy sieci APRS
W skład sieci APRS wchodzi wiele rodzajów stacji, w tym podstawowe:
- stacje mobilne (samochody, rowery, piesi, samoloty, statki, balony)
- stacje stałe (domy, obiekty - np. przemienniki krótkofalarskie)
- przemienniki cyfrowe, tzw. digipeatery (od digital repeater, w skrócie digi) - działające w trybie półdupleksu automatyczne stacje przekazujące dalej pakiety wysłane przez inne stacje
- stacje pogodowe, tzw. WX
- bramki internetowe, tzw. IGate (od Internet Gate) - stacje przesyłające ramki odebrane z sieci radiowej do jednego z serwerów APRS-IS, jak również w drugą stronę (ramki z serwera są odpowiednio filtrowane i wysyłane do sieci radiowej) - najczęściej wysyłane są tylko wiadomości.

## APRS-IS[1]
APRS-IS (od APRS-Internet Service) jest częścią sieci APRS działającą całkowicie w sieci Internet. Składa się ona z wielu serwerów:
- serwerów głównych, tzw. core - dziewięć serwerów na świecie
- serwerów pośrednich, tzw. hub - pełniących rolę pośrednika pomiędzy serwerami głównymi a regionalnymi

- serwerów drugiego poziomu (regionalnych), tzw. Tier2 - odbierających i odpowiednio filtrujących ramki odebrane od bramek, a także podłączonych użytkowników (na przykład niemogących używać sieci radiowej oraz bramek). Dane te są przekazywane do serwerów głównych. Nazwa każdego serwera oficjalnie włączonego w sieć zaczyna się od przedrostka T2 (skrótowiec od Tier2), np. T2POLAND, T2LUBLIN. Na świecie oficjalnie działa 93 serwery, w tym 8 w Polsce[2]. Oprogramowania serwerowe dostępne są publicznie[3], co umożliwia każdemu uruchomienie serwera. Wpis na listę oficjalnych serwerów Tier2 musi jednak zostać dokonany przez administrację sieci APRS-IS.

A także: 
- adresów regionalnych, tzw. rotate, które przekierowują połączenie do losowego serwera poziomu drugiego w zależności od kontynentu. Każdy z pięciu adresów jest przeznaczony dla użytkowników na danym kontynencie/kontynentach. Umożliwia to ciągłe utrzymanie połączenia w przypadku przeciążenia lub awarii serwera.

## Częstotliwości
APRS działa na częstotliwościach:
- 144.800 MHz FM - jako podstawowa częstotliwość z siecią o prędkości 1200 bodów, działającą z modulacją AFSK.
- 10.151.000 kHz LSB lub 10.147.600 kHz USB - częstotliwość o dużym zasięgu z siecią o prędkości 300 bodów, z modulacją (A)FSK.
- 432.500 MHz FM - alternatywna częstotliwość dla sieci o prędkości 9600 bodów[4] z modulacją GFSK. Wymaga ona zastosowania radiotelefonu dającego możliwość wyprowadzenia i wprowadzenia sygnału bez jego filtrowania, tj. bez deemfazy i preemfazy oraz filtrów, tzw. złącze flat audio. Jest to spowodowane niewystarczającym oraz nierównym pasmem przenoszenia typowych radiotelefonów przeznaczonych do transmisji głosu, których tor audio jest filtrowany (co ma na celu poprawę jakości transmisji głosowych)[5][6][7]. Zazwyczaj jednak urządzenia takie można przystosować do pracy przy prędkości 9600 bodów, dokonując niewielkich modyfikacji sprzętowych (wyprowadzając połączenia z odpowiednich punktów obwodu). Jako podstawowa częstotliwość uznawana jest 433.800MHz, jednak ze względu na jej umiejscowienie w pobliżu pasma ISM może być ona zakłócana przez pracujące w pobliżu urządzenia, stąd przyznano częstotliwość alternatywną, która jest chętniej wykorzystywana.

Użytkownicy CB radia także eksperymentują z siecią APRS w paśmie 11 metrów.
Nic nie stoi na przeszkodzie, aby używać systemu APRS także na innych częstotliwościach oraz z innymi rodzajami modulacji (musi się to jednak odbywać zgodnie z obowiązującym prawem). Przykładem jest użycie trybu Robust Packet do transmisji na falach krótkich.